# Cathal Brugha
Cathal Brugha, de nom de naixement Charles William St. John Burgess, (Dublín, 18 de juliol de 1874 – Dublín, 7 de juliol de 1922) va ser un polític revolucionari republicà irlandès. Va tenir un paper important durant la història d'Irlanda dels esdeveniments del segle xx, com l'Alçament de Pasqua, la Guerra de la Independència d'Irlanda i la Guerra Civil Irlandesa. També va ser el primer Ceann Comhairle (president) de la Cambra de Representants i va tenir un paper clau en la creació de la primera República en el seu país.